# Ummidia armata
Ummidia armata är en spindelart som först beskrevs av Anton Ausserer 1875.  Ummidia armata ingår i släktet Ummidia och familjen Ctenizidae. Inga underarter finns listade i Catalogue of Life.